# Adolphe Franconi
Pour les articles homonymes, voir Franconi.
Henri Adolphe Franconi (Bruxelles, 21 janvier 1802 - Paris, 1er novembre 1855) est un auteur dramatique et artiste de cirque français.

## Biographie
Petit-fils d'Antonio Franconi et fils d'Henri Franconi, il lui succède en 1827 comme directeur du Cirque-Olympique. Il est spécialisé dans le dressage des chevaux. En 1835, il s'associe avec Louis Dejean (es) pour ouvrir un chapiteau sur les Champs-Élysées, au Carré Marigny.
Il meurt d'une crise cardiaque au Cirque-Olympique en 1855.

## Œuvres
- Le Soldat laboureur, mimodrame en 1 acte, 1819
- Le Chien du régiment, ou l'Exécution militaire, mélodrame en 1 acte, avec Henri Franconi, 1825
- Le Drapeau, mélodrame militaire en 2 actes, à spectacle, avec Louis Ponet et Anicet Bourgeois, 1828
- L'Éléphant du roi de Siam, mimodrame en neuf tableaux, avec Léopold Chandezon et Ferdinand Laloue, 1828 (mise en scène)
- L'Empereur, événements historiques en 5 actes et 18 tableaux, avec Ferdinand Laloue et Auguste Lepoitevin de L'Égreville, 1830
- Le Cavalier : cours d'équitation pratique, Michel Lévy frères, 1855